# Fredrik Stenman
Fredrik Rafael Francisco Javier Olmeta Navarro Stenman (Munktorp, Suecia, 2 de junio de 1983) es un futbolista sueco, se desempeña como lateral izquierdo y actualmente juega en el Club Brujas belga.

## Clubes
| Club             | País         | Años        |
| ---------------- | ------------ | ----------- |
| Västerås SK      | Suecia       | 1999 - 2001 |
| IF Elfsborg      | Suecia       | 2002 - 2003 |
| Djurgårdens IF   | Suecia       | 2003 - 2005 |
| Bayer Leverkusen | Alemania     | 2005 - 2007 |
| FC Groningen     | Países Bajos | 2007 - 2011 |
| Club Brujas      | Bélgica      | 2011 -      |

- Datos: Q432747
- Multimedia: Fredrik Stenman / Q432747